# توماس هوراشيو جاكسون
توماس هوراشيو جاكسون (بالإنجليزية: Thomas Horatio Jackson)‏ هو صحفي نيجيري، ولد في 1879، وتوفي في 1935.